# Trichodes apiarius
Trichodes apiarius или пчелињи вук је инсект из породице Cleridae. Настањује Европу, сем крајњег севера, и Северну Африку.
То је мала, длакава буба чији су глава и скутелум црни или металноплави. Покрилца су издужена, јаркоцрвена са црним штрафтама. Од сродне врсте Trichodes alvearius се разликује по томе што се последња црна штрафта пружа до самог краја елитрона и што на унутрашњем рубу покрилаца нема црну линију.
У стадијуму ларве, овај инсект паразитира пчеле (тиме је и зарадио оно “apiarius” у имену), док одрасли полажу јаја у гнезда солитарних пчела из родова Osmia и Megachile или у кошнице медоносне пчеле, и при томе једу ларве и нимфе.
Имаго је дуг 10-16 mm и у нашим крајевима се може наћи од краја априла до краја августа. Најлакше их је наћи на цветовима, обично из породице штитара (Apiaceae), како се хране поленом, али ће се радо послужити и малим инсектима које при томе нађу.